# Colóquio de Worms
O Colóquio de Worms foi o último colóquio de nível imperial do século XVI e foi realizado em Worms, de 11 de setembro até 8 de outubro de 1557. Na Dieta de Augsburgo, em 1555, concordou-se que o diálogo sobre as controvérsias religiosas deveria continuar. Uma resolução também foi aprovada em Regensburgo em 1556 e o colóquio finalmente foi realizado no ano seguinte em Worms. Os católicos Miguel Sidônio, John Gropper e Pedro Canísio debateram com os protestantes Filipe Melâncton, Johannes Brenz e Erhard Schnepf. Eles discutiram primeiro a relação entre a Bíblia e a tradição. Quando Canísio aludiu às diferenças existentes entre os próprios protestantes em suas doutrinas sobre o pecado original e justificação, que eles não conseguiram superar, o encontrou acabou.
Entre outros participantes estavam Julius von Pflug, Kaspar Schwenckfeld, Johannes Pistorius, François Hotman e Teodoro de Beza.